# Lisa Ono
Lisa Ono (小野リサ, Ono Risa) nasceu no dia 29 de julho em São Paulo, Brasil, em 1962, mas mudou-se com a família para Tóquio aos 10 anos de idade. A partir dessa época, ela passava metade de cada ano no Japão e metade no Rio de Janeiro, Brasil.
Apesar de ter morado pouco tempo no Brasil, ela se tornou uma espécie de "embaixadora da MPB (música popular brasileira)" no Japão, influenciada pelo pai, que foi dono de uma casa noturna enquanto morava no Brasil e também foi agente de Baden Powell. 
Lisa começou a cantar e tocar violão aos 15 anos e sua estreia como cantora profissional de Bossa Nova foi em 1989. Sua voz natural, tocar violão ritmado e seu sorriso encantador a levaram a um enorme sucesso e popularizaram a Bossa Nova no Japão. Ela já se apresentou com muitos músicos importantes, como Antônio Carlos Jobim e João Donato, e tem se apresentado com entusiasmo em Nova York, Brasil e países asiáticos. O álbum Dream de 1999 vendeu mais de duzentas mil cópias no Japão e desde então ela estabeleceu uma posição determinada na comunidade japonesa da Bossa Nova.

## Carreira
Depois de se mudar para o Japão, o pai de Lisa abriu um novo local chamado Saci-Pererê, um restaurante brasileiro onde ela começou a se apresentar principalmente bossa nova e samba. Além de cantar, Lisa Ono toca violão e é compositora. Seu primeiro álbum, Catupiry, foi lançado em 1989. Desde então, ela não parou mais de gravar, lançando um disco por ano, a maioria em português. Ela logo se tornou famosa no Japão depois de aparecer em vários comerciais de TV.
Em 1991, seu álbum Nanã ganhou o "Grand Prix Gold Disk Award for Jazz" no Japão. Seu terceiro álbum Menina foi gravado no Rio de Janeiro, e ganhou o mesmo prêmio Grand Prix. Em 1992, Ono lançou seu segundo álbum pelo selo BMG chamado Serenata Carioca, e também lançou seu primeiro livro Felicidade. Em 1994 lançou Esperança, com participações especiais de Tom Jobim, Sivuca, Paulo Moura, Danilo Caymmi e Mario Adnet. Em 1993, realizou Minha Saudade, dedicado a obras de João Donato, que também escreveu os arranjos. Em 1996, Antonio Adolfo co-produziu seu CD Rio Bossa. Em 1998, Ono lançou o álbum Bossa Carioca, produzido por Paulo e Daniel Jobim. Ela também abriu uma gravadora, a Nanã, voltada para a promoção da música brasileira no Japão.
Em 1999, Oscar Castro-Neves co-produziu seu CD Dream, que vendeu mais de 200.000 cópias. Este álbum foi feito na América e contém canções americanas clássicas e músicas de filmes das décadas de 1940 a 1950, feitas com arranjos de bossa nova. Em julho de 2000, Ono continuou sua exploração de canções em inglês com o lançamento de Pretty World, co-produzido por Eumir Deodato.
No outono de 2000 ela lançou Boas Festas, um álbum de "bossa de inverno" para comemorar o Natal. O álbum inclui melodias originais, bem como novos arranjos de bossa de canções clássicas de Natal americanas. Continuando sua exploração de novos materiais, no verão de 2001, Lisa lançou Bossa Hula Nova, que como o nome indica, inclui algumas canções havaianas novas e clássicas feitas no estilo bossa nova. Este álbum inclui arranjos de Mario Adnet, que aparece em muitas de suas gravações. Em março de 2002, Lisa lançou Lisa Ono Best 1997–2001. Este álbum também inclui duas novas canções maravilhosas ao vivo gravadas na turnê "winter bossa" de Lisa em dezembro de 2001. Em julho de 2002, Lisa lançou Questa Bossa Mia (This Is My Bossa Nova). Este CD apresenta um novo destino musical – a Itália! Mario Adnet está mais uma vez envolvido.
Em 2003 ela lançou o álbum Dans Mon Île (francês para "Na minha ilha"), com o tema de uma viagem à França e baseado em famosas canções francesas. Juntando-se a ela mais uma vez está o compositor e arranjador brasileiro Mario Adnet. Os músicos convidados incluem Pierre Barouh, Richard Galliano e Henri Salvador, que também faz um dueto com Lisa em "J'ai Vu". No verão de 2004, Lisa lançou NAIMA-meu anjo, uma coleção de canções africanas e árabes feitas em estilo bossa nova. Em novembro de 2004, Lisa lançou seu mais novo CD Boas Festas 2 – Feliz Natal. Neste álbum, Lisa retorna ao Brasil com uma nova coleção "winter bossa" de canções de Natal em inglês e português gravadas com três dos melhores guitarristas do Brasil - Toninho Horta, Oscar Castro-Neves e Romero Lubambo.
Lisa anunciou o nascimento de seu segundo filho, um menino, em 7 de outubro de 2004.
Lisa já se apresentou com Tom Jobim e com João Donato no Brasil, além de outras apresentações pelo mundo. As apresentações no Japão incluem shows no Blue Note Tokyo com Paulo e Daniel Jobim, Toninho Horta e Emílio Santiago.
Além de fazer participações especiais em outras gravações, Lisa também criou músicas para comerciais de televisão no Japão.
Em novembro de 2007, ela lançou 22 álbuns.
Em 2009, de janeiro a abril, Ono realizou sua turnê asiática de Pequim, Xangai, Hong Kong, Taipei e Bangkok. Em 4 de março de 2009, seus dois novos álbuns, Cheek To Cheek – Jazz Standards from RIO – e Look To The Rainbow – Jazz Standards from L.A. – foram lançados ao mesmo tempo. O tema de ambos os álbuns é o jazz, e conta com produtores/arranjadores do Brasil (Mario Adnet) e de Los Angeles (Bill Cantos). Em maio de 2009, Lisa iniciou a Lisa Ono Concert Tour 2009 – Jazz Standards -, uma turnê para celebrar seus dois novos álbuns.
Em agosto de 2012, Ono atuou no painel de jurados de um programa de sobrevivência de canto chinês, Asian Wave, que foi transmitido pela Dragon Television a partir de 5 de setembro.
Em março de 2019, sua música Sway It, Hula Girl do álbum Bossa Hula Nova foi amostrada na música Cha Cha de Freddie Dredd,  que posteriormente se tornou popular no aplicativo TikTok.

## Discografia
- 1989.10.21 – CATUPIRY（MIDI）
- 1990.04.21 – NaNã
- 1991.07.21 – menina （BMG）
- 1992.06.21 – SERENATA CARIOCA
- 1993.01.21 – Namorada
- 1994.06.22 – Esperanca
- 1995.04.21 – Minha Saudade
- 1996.11.21 – RIO BOSSA
- 1997.11.19 – ESSENCIA
- 1997 – Amigos
- 1998.07.16 – BOSSA CARIOCA
- 1999.06.23 – DREAM
- 2000.07.05 – Pretty World
- 2000.11.16 – Boas Festas
- 2001.07.11 – Bossa Hula Nova
- 2002.07.10 – Questa Bossa Mia...
- 2003.07.16 – DANS MON ILE
- 2004.06.23 – NAIMA～meu anjo～
- 2004.11.17 – Boas Festas2～Feliz Natal～
- 2005.06.29 – Romance Latino vol.1
- 2005.07.27 – Romance Latino vol.2
- 2005.08.24 – Romance Latino vol.3
- 2006.07.12 – Jambalaya -Bossa Americana-
- 2007.07.11 – Soul & Bossa
- 2007.11.21 – Music Of Antonio Carlos Jobim: Ipanema
- 2009.03.04 – Cheek To Cheek -Jazz Standards from RIO
- 2009.03.04 – Look To The Rainbow – Jazz Standards from L.A
- 2010.03.05 – ASIA
- 2011.10.26 – Japão
- 2013.06.19 – Japão2
- 2014.05.21 – Brasil
- 2014.09.14 – Japão 3
- 2015.07.01 – My Favorite Songs
- 2016.04.27 – Dancing Bossa

## Coleções
- 1991.11.21 – O Melhor De Lisa（MIDI）
- 1997.06.28 – AMIGOS
- 1998.06.24 – Selecao　（BMG）
- 2000.02.23 – Colecao～the collection
- 2002.03.06 – Ono Lisa Best 1997–2001　（EMI）
- 2005.12.07 – Romance Latino Selection
- 2008.05.21 – Ono Lisa Best 2002–2006　（EMI）
- 2008.05.21 – Ono Lisa Best 1989–1996　（MIDI, BMG）
- 2021.05.10 _ Lisa Ono: #BeefBeefChallenge
- 2021.08.29 _ Lisa Onds!! ( EMI )